# Саввушка
Са́ввушка — село в Змеиногорском районе Алтайского края России. Расположено в северной части Колыванского хребта Алтайских гор, неподалёку от Колыванского озера.
Находится в 360 километрах от Барнаула и связано с ним регулярным автобусным сообщением.

## История
До установления советской власти (1920) селение именовалось как деревня Саушки (до 1864), затем как село Саушкина (Саушкино, Саввушкина).
Деревня основана на территории Сибирского царства (Пермско-Тобольское наместничество) в 1763 году путём перемещения бесперспективной деревни Колывановской (другой берег озера) на место, где располагалась заимка первого поселенца Саввы Фарафонова. В то время местные селения относились к инфраструктуре Колыванско-Алтайских императорских горных заводов, в 1782 —1 786 гг. в состав Томской области Сибирского наместничества.
С 1804 года селение относилось к Чарышской волости Томской губернии. В 1864 году крестьянский сход принимает решение о создании своей Алейской волости (в составе Барнаульского уезда Томской губернии), административным центром определена деревня Саушки (Саввушка).
При создании Змеиногорского уезда Томской губернии (1894) Алейская волость отнесена в его состав. В 1895 году административный центр Алейской волости перенесён из деревни Саушки (Саввушка) в село Старо-Алейское.
В эти годы на Алтае существенно активизировалась экономическая жизнь, бурному развитию села способствовали строительство железной дороги к Семипалатинску и столыпинская реформа переселения крестьян Центральной России в хлеборобные районы Сибири.
В 1896 году сход крестьян окрестных селений принимает решение об образовании новой Курьинской волости, юрисдикция которой начиналась с 01.01.1897. Для её формирования из состава Алейской волости выделялись сёла Курьинское и Таловское, а также деревни Трусова, Ново-Фирсова, Николаевская, Кузнецовская, Ивановка и Саушкино. Административным центром местопребывания волостного правления было определено село Курьинское (ныне райцентр Курья).
С августа 1917 года волость и уезд включены в состав вновь создаваемой Алтайской губернии.
Действовал православный храм, что, в силу традиций того времени, придавало статус села, в отличие от безхрамовых деревень.
В период Гражданской войны против власти Колчака летом и осенью 1919 года активно действовали красно-партизанские отряды: крестьянство активно сопротивлялось реквизициям и, проводимым карательными отрядами белых, принудительным мобилизациям мужин и молодёжи в Сибирскую армию.
При установлении в январе 1920 года советской власти был сформирован Саввушкинский сельсовет.
Летом 1920 года на Алтае, как и в ряде других уездов Сибири, вспыхнули антибольшевистские крестьянские восстания: гнёт продразвёрстки оказался сильнее гнёта колчаковщины. Мятежи жёстко подавляются частями Красной Армии.
В 1921 году село Саввушкино (Саушкина) и территория Саввушкинского сельсовета стали относиться к Рубцовскому уезду Алтайской губернии. В административную реформу 1924—1925 гг. создан Шипуновский район Сибирского края, преимущественно на территории бывшей Шипуновской волости и соседних с ней территорий. С 27 мая 1924 года селения Саввушкинского сельсовета переданы в состав Змеиногорского района Рубцовского уезда.
В 1925—1930 гг. село Саввушка относится к Змеиногорскому району Рубцовского округа Сибирского края.
В 1929—1933 гг. на Алтае, как и по всей стране, проводилась политика раскрестьянивания и коллективизации. Многие жители села были репрессированы: полностью лишены личного имущества (за исключением одежды), происходил отъём жилья и скота, семьи репрессированных ссылались в суровые районы Обского севера (спецкомендатуры Томского и Нарымского округов). Одновременно подверглись гонениям представители интеллигенции, духовенства и работники административных органов в дореволюционный период. Сельский храм в рамках кампании воинствующего атеизма был уничтожен.
В 1929 по 1932 годы на базе Саввушкинского сельсовета действовало общество по совместной обработке земли представителями беднейшего крестьянства: коммуна «Красное Знамя».
В 1932 году были организованы два колхоза (сельскохозяйственные артели): имени Тельмана и «Колхозный Путь». В 1934 году организовались ещё две новые сельскохозяйственные артели (колхозы): имени Чкалова, имени Шмидта. В 1935 году создан ещё один колхоз «Горный Пахарь».
30 июля 1930 года Змеиногорский район отнесён в состав Западно-Сибирского края.
28 сентября 1937 года создан Алтайский край, в состав которого включён Змеиногорский район, соответственно, и село Саввушка.
10 апреля 1963 года Савушкинский сельсовет передан в состав Локтевского района.
14 января 1965 года территория сельсовета вновь возвращена в состав Змеиногорского района Алтайского края.
В 1964 году путём объединения сельскохозяйственных предприятий на территории юрисдикции сельсовета был сформирован единый укрупнённый колхоз имени Тельмана.
До 1977 года сельский совет именовался как исполнительный комитет Саввушинского сельского совета депутатов трудящихся Змеиногорского района. В соответствии с новой Конституцией 07.10.1977 года исполком Саввушинского сельского совета стал именоваться исполнительным комитетом Саввушинского сельского совета народных депутатов.

## Современность
Саввушка является туристическим объектом на берегу Колыванского озера

## Население
| 1997  | 1998  | 1999  | 2000  | 2001  | 2002  |
| ----- | ----- | ----- | ----- | ----- | ----- |
| 1670  | ↗1695 | ↘1664 | ↗1667 | ↘1576 | ↗1665 |
| 2003  | 2004  | 2005  | 2006  | 2007  | 2008  |
| ↘1490 | ↘1474 | ↘1422 | ↗1448 | ↘1432 | ↗1449 |
| 2009  | 2010  | 2011  | 2012  | 2013  |       |
| ↘1401 | ↘1242 | ↘1234 | ↘1230 | ↘1172 |       |

## Инфраструктура
В 2004 году в селе начал работать «Алтайский оптико-лазерный центр имени Г. С. Титова», предназначенный для наблюдений за космическим пространством. Там расположена площадка наземной оптико-лазерной системы (НОЛС), где установлен телескоп траекторных измерений диаметром 60 см на высоте  370 метров над уровнем моря.
На базе центра происходит наблюдение и эксплуатация средств космических войск России. Руководителями Центра подписано Соглашение о сотрудничестве в области развития и использования космических систем, средств и технологий с гражданскими организациями.
В настоящее время на завершающей стадии строительство второй очереди АОЛЦ, расположенной на высоте 640 метров над уровнем моря, сдача которой планируется в 2019 году. На горе установлен самый крупный в Евразии лазерный телескоп: его диаметр 312 см, масса 85 тонн, а общий вес (с укрытием) – 130 тонн. Второй телескоп также оснащен адаптивной оптикой, которая может настраиваться в соответствии с атмосферными  и погодными условиями. На дальности в 400 километров можно различать объекты в космосе размером до 8 см. Аналогичный телескоп существует только в Северной Америке в Халеакала.
В 2013 году на Колыванском озере прошёл байк-рок фестиваль «Одной дорогой».

## Известные личности
- Варвара Максимовна Бахолдина (1914—1992) — инженер Шипуновского районного управления сельского хозяйства, Герой Социалистического Труда. Депутат Верховного Совета СССР 1-го и 2-го созывов. Заслуженный механизатор сельского хозяйства РСФСР. Лауреат премии Паши Ангелиной (считается первой трактористкой Алтая).
- Андрей Степанович Дударенко (1930—2022) — известный советский и белорусский актёр театра и кино.
- Кузьма Никитич Чекаев (1909—1945) — участник Великой Отечественной войны, лейтенант Советской Армии, Герой Советского Союза.
- Иван Дмитриевич Яковлев (1910—1999) — советский партийный государственный деятель, первый секретарь Новосибирского обкома КПСС (1949—1955), первый секретарь ЦК КП Казахстана (1956—1957).